# Жена и дом
Списание „Жена и дом“ е българско женско списание за мода, съвети за дома и красота, издавано в периода 1937 – 1944 г. Главен редактор е Нела Сливополска. Директор-стопанин е Антон Д. Шишков. Редакцията се намира на ул. „Леге“ №13 в София. Темите в списанието са мода, готварство, съвети за отглеждане на децата.